# Zbigniew Fil

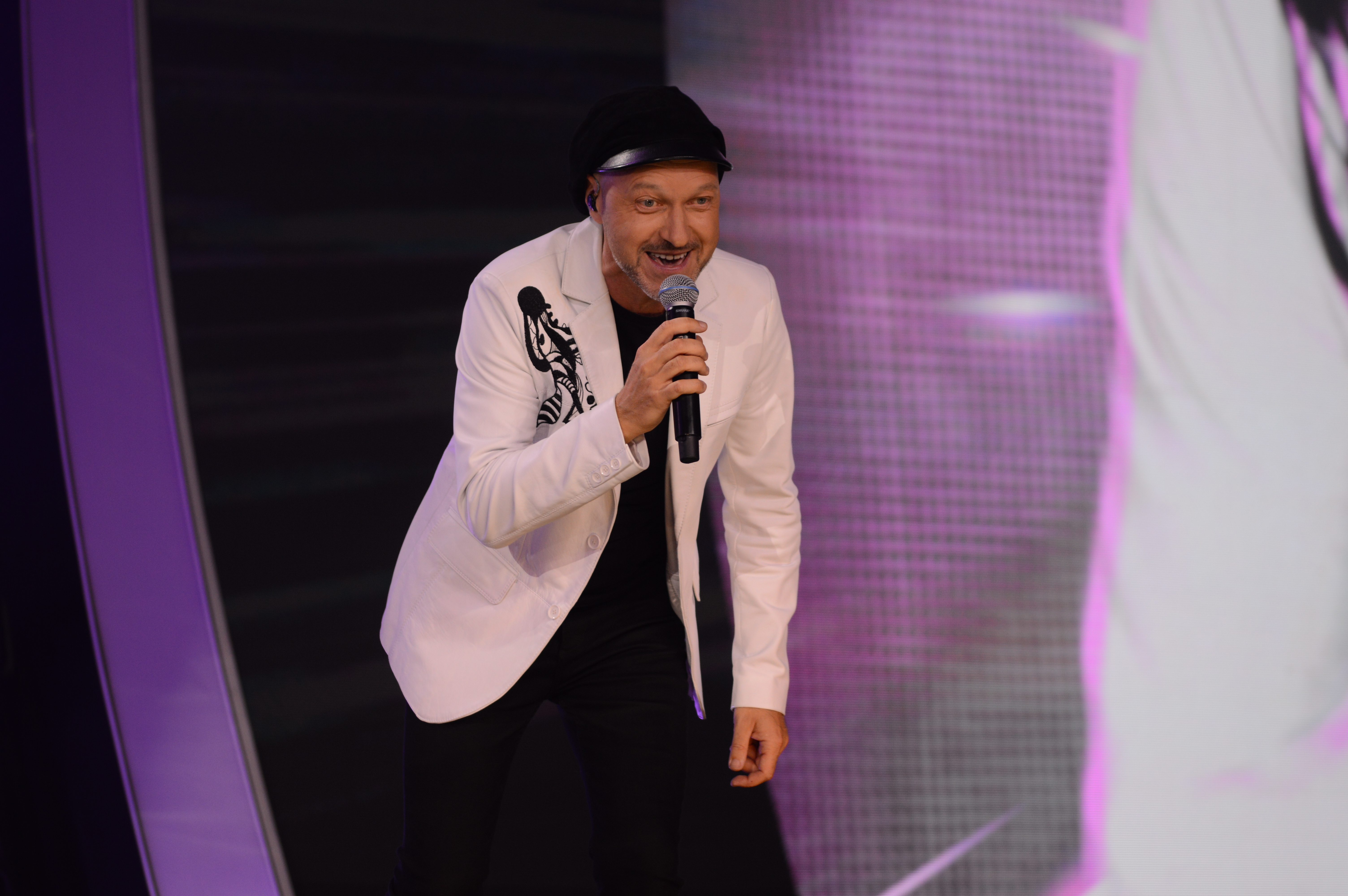
Zbigniew Fil (2022)

Zbigniew Fil (* 17. März 1977 in Zamość) ist ein polnischer Sänger und Multiinstrumentalist. Seit August 2005 ist er der Sänger der Synthie-Pop-Band Kombi.
Er studierte Bratsche an der Musikakademie Krakau. Er gewann die TVN-Programm Droga do gwiazd.

## Diskografie
- 1997: Nic nie boli, tak jak życie (Budka Suflera)
- 2005: Definition of Bass[2] (Wojciech Pilichowski)
- 2009: Zaczarowane Miasto[3] (Sławomir Łosowski, Kombi)